# В доме моего отца
«В доме моего отца» (англ. In My Father's Den) — кинофильм режиссёра Брэда Макганна, вышедший на экраны в 2004 году. Экранизация одноимённого романа новозеландского писателя Мориса Ги (Maurice Gee).

## Сюжет
Известный фотожурналист Пол Прайор, прославившийся своими репортажами из «горячих» точек планеты, спустя 17 лет возвращается в родной городок в новозеландской провинции. Поводом этому послужила смерть отца. Встреча с братом Эндрю и прежними знакомыми, а также посещение отцовского дома пробуждает в его душе многочисленные воспоминания. Вскоре между ним и Селией — ученицей школы, в которой он начинает преподавать — возникает дружба. Когда Селия пропадает, оказывается, что Пол — последний, кто мог видеть её. Естественно, он становится главным подозреваемым.

## В ролях
- Мэттью Макфэдьен — Пол Прайор
- Эмили Барклай — Селия Стаймер
- Миранда Отто — Пенни
- Колин Мой — Эндрю
- Джимми Кин — Джонатон
- Джоди Риммер — Джеки
- Ванесса Ридделл — Айрис

## Награды и номинации
- 2004 — Премия молодёжного жюри кинофестиваля в Сан-Себастьяне
- 2004 — Приз ФИПРЕССИ на кинофестивале в Торонто («за эмоциональную зрелость, поразительное актерское исполнение и визуальное изящество»)
- 2005 — Премия британского независимого кино самому многообещающему новичку (Эмили Барклай) и номинация на премию лучшему актёру (Мэттью Макфейден)
- 2005 — 10 премий New Zealand Film Awards: лучший фильм (Тревор Хэйсом, Дикси Линдер), лучшая режиссура (Брэд Макганн), лучший сценарий (Брэд Макганн), лучшая мужская роль (Мэттью Макфейден), лучшая женская роль (Эмили Барклай), лучшая мужская роль второго плана (Колин Мой), лучшая женская роль второго плана (Джоди Риммер), лучшая операторская работа (Стюарт Драйбург), лучший монтаж (Крис Пламмер), лучший саундтрек
- 2005 — Специальный приз жюри кинофестиваля в Сиэтле
- 2005 — приз за лучшую операторскую работу на Шанхайском кинофестивале (Стюарт Драйбург)

## Саундтрек
| Композиция                              | Автор                                 | Исполнитель                                    |
| --------------------------------------- | ------------------------------------- | ---------------------------------------------- |
| «Chants d'Auvergne - Series 1: Bailero» | Мари-Жозеф Кантелуб                   | Кири Те Канава и The English Chamber Orchestra |
| «Full of Stars»                         | Оливер Найтс и Гейл Париджанян        | Turin Brakes                                   |
| «Last Of The Golden Weather»            | Аластер Ридделл                       | Space Waltz                                    |
| «Massacre Mics»                         | Билл Урале                            | King Kapisi                                    |
| «What's going on»                       | Jed Town                              | Jed Town                                       |
| «Free Money»                            | Патти Смит и Ленни Кэй                | Патти Смит                                     |
| «Horses»                                | Патти Смит                            | Патти Смит                                     |
| «Lost in a Mansion»                     | Пол Бонд, Грант Соверби и Крис Босман | Пол Бонд, Грант Соверби и Крис Босман          |
| «Take Everything»                       | Дэвид Робэк и Хоуп Сандовал           | Mazzy Star                                     |
| «Into Dust»                             | Дэвид Робэк и Хоуп Сандовал           | Mazzy Star                                     |